# Irene Kurka

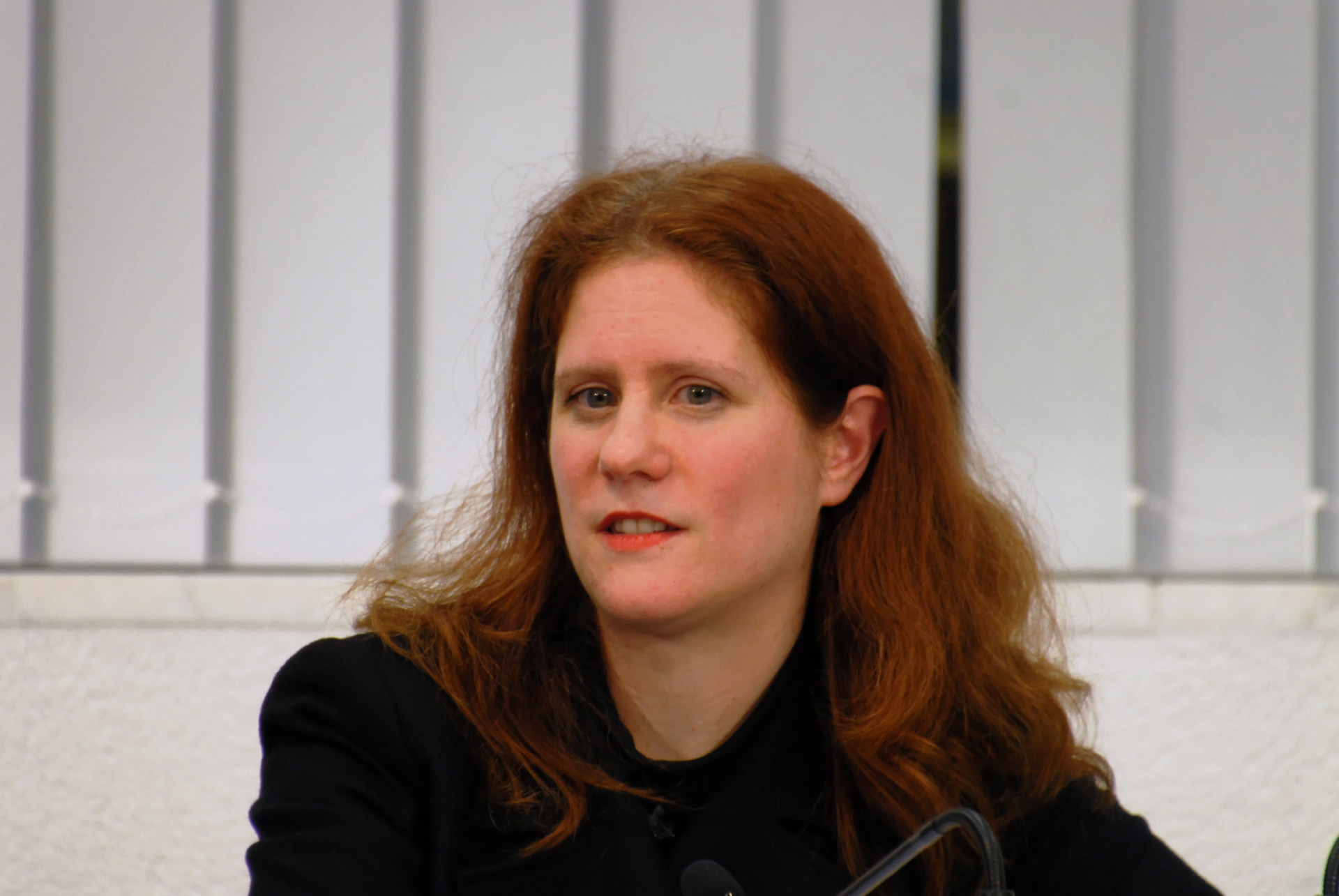
Irene Kurka, 2016

Irene Kurka (* 1974 in Darmstadt) ist eine deutsche Sopranistin.

## Leben
Irene Kurka studierte Gesang bei Reri Grist (Hochschule für Musik und Theater München) sowie bei Barbara Hill Moore (Meadows School of the Arts / Southern Methodist University, Dallas, USA) und Nancy Hermiston (University of British Columbia (Vancouver, Kanada)). Meisterkurse absolvierte sie u. a. bei Emma Kirkby und Maria Jonas. Neben Musiktheater- und Oratorienpartien gilt ihr besonderes Interesse dem zeitgenössischen Lied; zahlreiche Werke wurden von ihr uraufgeführt.
Irene Kurka singt mit und in folgenden Gruppen: e-mex-ensemble, notabu-ensemble Düsseldorf, Kölner Vokalsolisten, Pegnitzschäfer-Klangkonzepte, ensemble chronophonie, Schlagquartett Köln, La Tenerezza (mit Katja Beisch, Blockflöten; Johanna Seitz, Barockharfe; Christoph Anselm Noll, Tasteninstrumente), Duo Klangvoll (mit Barbara Lechner, Gitarre), Socell 21 (mit Burkart Zeller, Violoncello) und Soprakkordeon (mit Stefan Hippe, Akkordeon).

## Auszeichnungen/Preise
- 2013 Wolfram-von-Eschenbach-Förderpreis des Bezirks Mittelfranken (Laudatio: Wilfried Krüger)
- 2014 Förderpreis für Musik der Landeshauptstadt Düsseldorf

## Podcasts
- neue musik leben

## Diskographie
- Klavierlieder von Eva-Maria Houben – Edition Wandelweiser  Records und Bayerischer Rundfunk (2017)
- Chants – Edition Wandelweiser  Records und Bayerischer Rundfunk (2017)
- Beten.Prayer – Edition Wandelweiser  Records und Bayerischer Rundfunk (2015)
- Hildegard von Bingen und John Cage – Edition Wandelweiser  Records und Bayerischer Rundfunk (2012)
- Stabat Mater – Makro Musikverlag  (2011)
- Two.too – Edition Wandelweiser Records (2009)
- Credo, Michael Denhoff – Cybele Records (2004)